# Simon Azoulai
Pour les articles homonymes, voir Azoulai.
Pour l’article ayant un titre homophone, voir Simon Azoulay.
Pas d'image ? Cliquez ici

a Compétitions nationales et continentales officielles uniquement.

Dernière mise à jour le 25 mars 2020.
Simon Azoulai (né le 15 juin 1980 à Périgueux, en Dordogne) est un joueur français de rugby à XV.

## Biographie
Simon Azoulai joue au poste de troisième ligne dans le club français de CA Brive (1,93 m pour 102 kg). 
Il a été formé à Périgueux.

## Carrière

### En club
- 2000-2001 :CA Périgueux
- 2001-2003 : CA Bègles-Bordeaux
- 2003-2013 : CA Brive
- Il annonce prendre sa retraite à la fin de la saison 2012-2013 après la remontée du CA Brive en Top 14[2] ou de reprendre du service au SC Tulle[3].

### En sélection nationale
- International -18 ans
- International -21 ans
- International universitaire